# Fabian Grégoire
Pour les articles homonymes, voir Grégoire.
Fabian Grégoire, né le 17 octobre 1975 à Nivelles en Belgique, est un auteur d’albums de littérature pour jeunesse.

## Biographie
Il a étudié les arts appliqués au collège et lycée puis suivi un graduat en art plastique avec spécialisation en illustration à l’Institut Saint-Luc de Bruxelles (1993-97).
Fabian Grégoire écrit et illustre des documentaires pour la jeunesse et il s'intéresse plus particulièrement aux sujets historiques ainsi qu’aux thèmes scientifiques et techniques.
En 2011, il habite en Auvergne.

## Œuvres
- Vapeur de Résistance (1998)  (ISBN 9782211048583)
- Les disparus de l'aéropostale (1999)  (ISBN 9782211053297)
- L'archéologie, les plus grandes découvertes de l'Antiquité à nos jours (2000)  (ISBN 9782732426105)
- Nuit sur l’Etna (2001)  (ISBN 9782211057349)
- Charcot et son "Pourquoi-pas ?", à la découverte de l'Antarctique (2002)  (ISBN 9782211064729)
- Les enfants de la mine (2003)  (ISBN 9782211069281)
- Carnet de transhumance des plaines varoises aux Alpes du Sud (2003)  (ISBN 9782841353804)
- Trop de secrets pour Marguerite (2003)  (ISBN 9782914327060)
- Le trésor de l’abbaye (2004)  (ISBN 9782211077170)
- Habitat traditionnel en Provence (2005)  (ISBN 9782841354603)
- Paris sous l'eau, la grande inondation de 1910 vécue par deux enfants (2006)  (ISBN 9782211084567)
- Lulu et la Grande Guerre (2006)  (ISBN 9782211080293)
- L’espionne des traboules (2007)  (ISBN 9782211086288)
- Les évadés du Mont-Saint-Michel (2008)  (ISBN 9782211091602)
- Les cristaux du Mont-Blanc (2009)  (ISBN 9782211097918)
- Au théâtre de monsieur Molière (2010)  (ISBN 9782211202916)
- Le phare de l'oubli (2011)  (ISBN 9782211206297)
- Les verriers de Noël (2012)  (ISBN 9782211211444)
- Les cloches de la Libération (2013)  (ISBN 9782211213837)
- Le secret de l'astrolabe (2015)  (ISBN 9782211044479)
- Le vol du grizzly (2016)  (ISBN 9782211230735)
- La Première guerre mondiale (2018)  (ISBN 9782211234634)